# Pare-balles

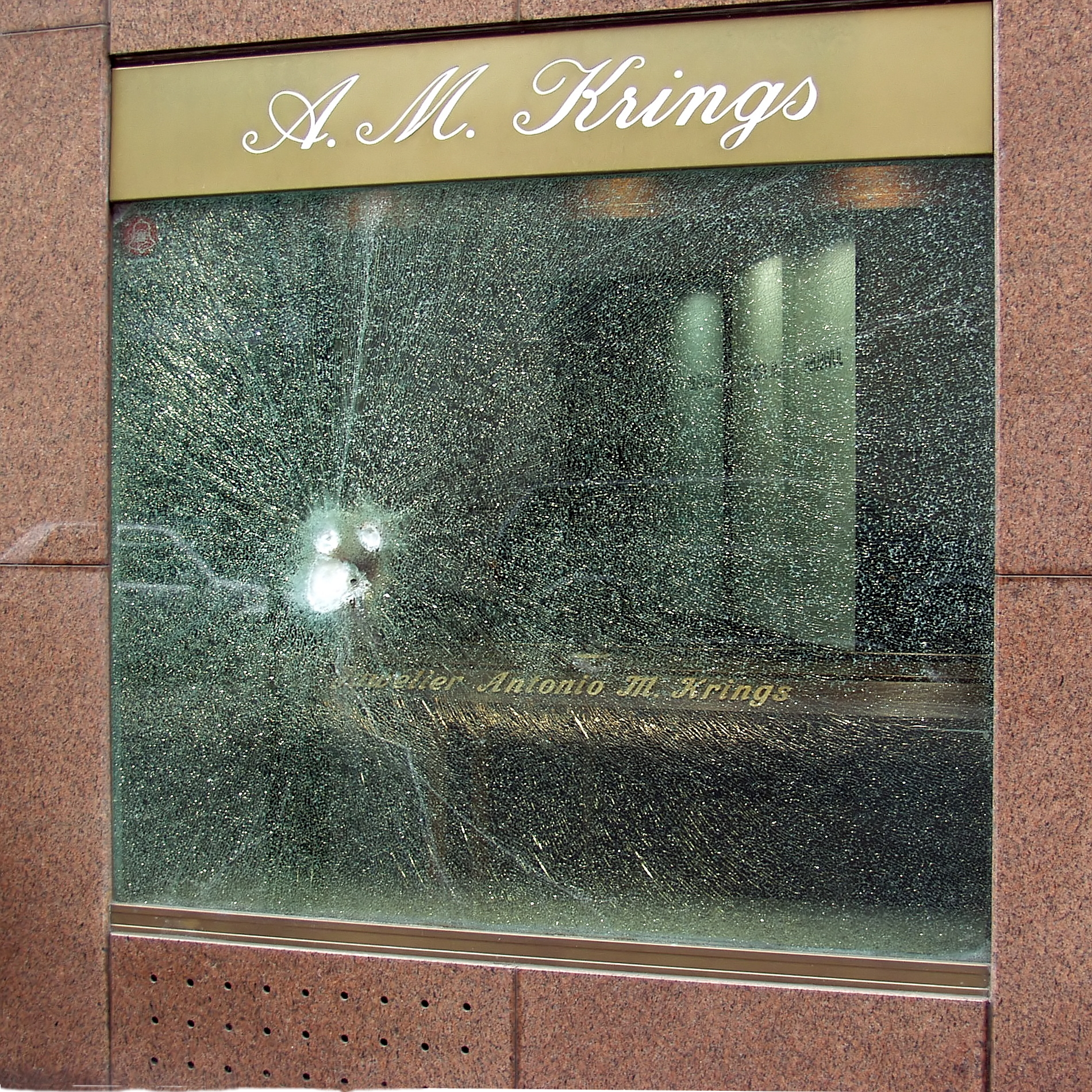
Vitre pare-balles d'une bijouterie après un tir d'arme à feu

Un objet pare-balles est un objet qui protège des balles tirées par une arme à feu, ou tout autre projectile à haute vitesse telle que des fragments de shrapnel. L'appellation "pare-éclat" indique que cela ne repoussera que les éclats d'obus ou de grenade, à l'exclusion des balles en tir direct.